# Jang Jae-Sung
Jang Jae-Sung, född den 15 mars 1975 i Incheon, Sydkorea, är en sydkoreansk brottare som tog OS-silver i fjäderviktsbrottning i fristilsklassen 1996 i Atlanta och därefter OS-brons i samma viktklass 2000 i Sydney.  